# Didier Gomes Da Rosa
Didier Gomes Da Rosa (Charenton-le-Pont, Francia, 1 de octubre de 1969) es un entrenador de fútbol francés. Actualmente dirige al Al-Khor.

## Trayectoria

### Inicios
Gomes Da Rosa inició su carrera como entrenador en su país natal, Francia, durante el año 2008. Allí, dirigió al AS Roquebrune Cap Martin, ES Fos sur Mer y AS Cannes en la Liga del Mediterráneo hasta 2011.

### Rayon Sports
Se mudó por primera vez de Francia en 2012 a África y, más exactamente, a Ruanda, donde fue nombrado entrenador del gigante ruandés Rayon Sports con un contrato de tres años.Bajo su liderazgo, el equipo de Nyanza logró una espectacular remontada en la temporada que será recordada por los aficionados al fútbol ruandeses en los años venideros. Siete meses después, se coronó campeón de la Primera División de Ruanda en la temporada 2012-13.
Su equipo también participó en la Copa Interclubes Kagame 2013, pero lamentablemente perdió 1-0 ante el Vital'O de Burundi en las semifinales. El club, después de afrontar graves déficits económicos, se separó del técnico francés de mutuo acuerdo en enero de 2014.

### Coton Sport
Unas semanas más tarde, firmó un contrato de dos años con el Coton Sport de Camerún. El francés llevó a su equipo a la gloria del campeonato, ya que su equipo lideró la clasificación de la liga con más de diez puntos.También ayudó a su joven equipo a ganar la Copa de Camerún de 2014. Llevó a su equipo a las semifinales de la Copa Confederación de la CAF 2014, donde cayeron ante los gigantes africanos y los eventuales campeones del torneo, el Al-Ahly de Egipto.

### CS Constantine
Rechazando la propuesta de renovar su contrato con el campeón camerunés, Gomes Da Rosa decidió trasladarse a Argelia, donde firmó un contrato de dos años con el CS Constantine.Más tarde, lograría rescatar al equipo argelino del descenso en el Championnat de Ligue Profesionelle 1 en la temporada 2015-16 y su equipo también fue considerado el tercer mejor equipo en la segunda ronda del campeonato.

### Paso por Etiopía
Luego de dirigir al JSM Skikda durante la temporada 2016-17, Gomes Da Rosa fue anunciado como entrenador del Ethiopian Coffee en diciembre de 2017.Se mantuvo en el cargo hasta junio de 2018.

### Horoya AC
Gomes Da Rosa se convirtió en entrenador del Horoya AC en marzo de 2019 y llevó al gigante de Guinea a ganar el Campeonato Nacional y la Copa Nacional.Mientras tanto, alcanzó también la fase de grupos de la Copa Confederación de la CAF tras eliminar al Bandari de Kenia. El 10 de noviembre de 2019, fue despedido del club luego de no llegar a las semifinales de la competición africana.

### Ismaily SC
El 8 de enero de 2020, fue anunciado como entrenador del Ismaily SC.Durante su mandato, llevó al equipo a las semifinales de la Copa de Campeones Árabe y ganó el partido de ida contra el Raja Casablanca por 1-0, aunque luego se detuvo la competición por la pandemia de COVID-19.El 25 de agosto de 2020, el club lo despidió luego de un mal comienzo tras la reanudación de la Liga Premier de Egipto.

### Al-Merrikh SC
El 14 de noviembre de 2020, Gomes fue nombrado nuevo entrenador del gigante sudanés Al-Merrikh. Sin embargo, el 22 de enero de 2021, renunció a su cargo para asumir el control del Simba SC.

### Simba SC
El 24 de enero de 2021, el gigante tanzano Simba SC lo nombró como su nuevo entrenador.Después de liderar al club en 37 partidos, en los que ganó 27, empató 5 y perdió 5 y ganó dos títulos, el 26 de octubre de 2021, presentó su renuncia al cargo tras quedar eliminado de la Liga de Campeones de la CAF.

### Selección de Mauritania
El 16 de noviembre de 2021, Gomes Da Rosa fue confirmado como entrenador de la selección de Mauritania.Luego de no clasificar a la Copa Africana de Naciones 2021, la Federación de Fútbol de la República Islámica de Mauritania anunció su despido y fue reemplazado por Amir Abdou.

### Al-Wehdat SC
En mayo de 2022, fue anunciado como entrenador del Al-Wehdat de Jordania, donde se mantuvo hasta noviembre del mismo año.

### Arabia Saudita
El 17 de noviembre de 2022, Gomes fue nombrado entrenador del Al-Ain de Arabia Saudita.Gomes se hizo cargo del equipo en la última posición de la liga, pero logró salvar al equipo del descenso a segunda división después de ganar 9 partidos.
El 7 de junio de 2023, Gomes fue nombrado técnico del Al-Taraji.Durante su estadía en el club, logró que el equipo estuviera entre los 10 primeros puestos. Sin embargo, el 26 de noviembre, decidió presentar su renuncia debido a la crisis financiera del club.

### Selección de Botsuana
El 3 de noviembre de 2023, Gomes Da Rosa fue anunciado como entrenador de la selección de Bostuana.En octubre de 2024, anunció su salida del cargo después de derrotar a Cabo Verde por la clasificación a la Copa Africana de Naciones 2025.

### Al-Ahli
El 16 de octubre de 2024, asumió al frente del Al-Ahli libio.En marzo de 2025, fue relevado de sus funciones después de una serie de malos resultados.

### Al-Khor
En junio de 2025, fue contratado como técnico del Al-Khor.

## Clubes

### Como entrenador
| Club                     | País           | Año           |
| ------------------------ | -------------- | ------------- |
| AS Roquebrune Cap Martin | Francia        | 2008-2010     |
| ES Fos sur Mer           | Francia        | 2010          |
| Cagnes-le-Cros           | Francia        | 2010-2011     |
| AS Cannes B              | Francia        | 2012-2013     |
| Rayon Sport              | Ruanda         | 2013-2014     |
| Coton Sport              | Camerún        | 2014-2015     |
| CS Constantine           | Argelia        | 2015-2016     |
| JSM Skikda               | Argelia        | 2016-2017     |
| Ethiopian Coffee         | Etiopía        | 2017-2018     |
| Horoya AC                | Guinea         | 2019          |
| Ismaily SC               | Egipto         | 2019-2020     |
| Al-Merreikh              | Sudán          | 2020-2021     |
| Simba SC                 | Tanzania       | 2021          |
| Selección de Mauritania  | Mauritania     | 2021-2022     |
| Al-Wehdat                | Jordania       | 2022          |
| Al-Ain                   | Arabia Saudita | 2022-2023     |
| Al-Taraji                | Arabia Saudita | 2023          |
| Selección de Botsuana    | Botsuana       | 2023-2024     |
| Al-Ahli                  | Libia          | 2024-2025     |
| Al-Khor                  | Catar          | 2025-presente |

## Palmarés

### Como entrenador

#### Campeonatos nacionales
| Título                        | Club        | País     | Año     |
| ----------------------------- | ----------- | -------- | ------- |
| Primera División de Ruanda    | Rayon Sport | Ruanda   | 2012-13 |
| Elite One                     | Coton Sport | Camerún  | 2014    |
| Copa de Camerún               | Coton Sport | Camerún  | 2014    |
| Elite One                     | Coton Sport | Camerún  | 2015    |
| Campeonato Nacional de Guinea | Horoya AC   | Guinea   | 2018-19 |
| Copa de Guinea                | Horoya AC   | Guinea   | 2019    |
| Liga tanzana de fútbol        | Simba SC    | Tanzania | 2020-21 |
| Copa Nyerere                  | Simba SC    | Tanzania | 2020-21 |
| Copa de Jordania              | Al-Wehdat   | Jordania | 2022    |